# Condiment
Een condiment is een toevoeging aan voedsel die de smaak van het voedsel verandert en/of versterkt. Voorbeelden zijn 
aroma, azijn, chutney, kruiden, marinades, mayonaise, mosterd, piccalilly, sambal, sojasaus, tomatenketchup, ve-tsin, worcestersaus en zout (bakkerszout, keukenzout, zeezout).
Veel condimenten zijn mengsels van kruiden,  specerijen, vis, vlees of vruchten met olie, room en/of zuur, zoals dressing, jus, knoflookolie, knoflookzout, kruidenazijn, kruidenmix (rub), marinade, pekelmix, piripiriolie, saus, rookaroma, soeparoma en vinaigrette.
Het gebruik van condimenten is gericht op het versterken van de smaak van gerechten. De talloos mogelijke ingrediënten met hun uiteenlopende smaken, die elkaar bovendien onderling kunnen versterken in hun invloed op de smaak van de hoofdbestanddelen van een gerecht, verschaffen de bereider uitgebreide mogelijkheden.

## Fotogalerij

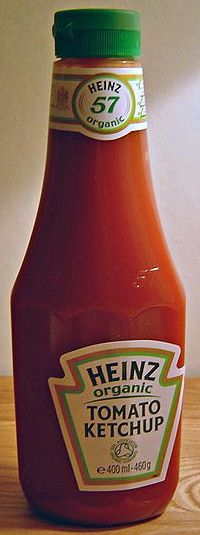
Ketchup
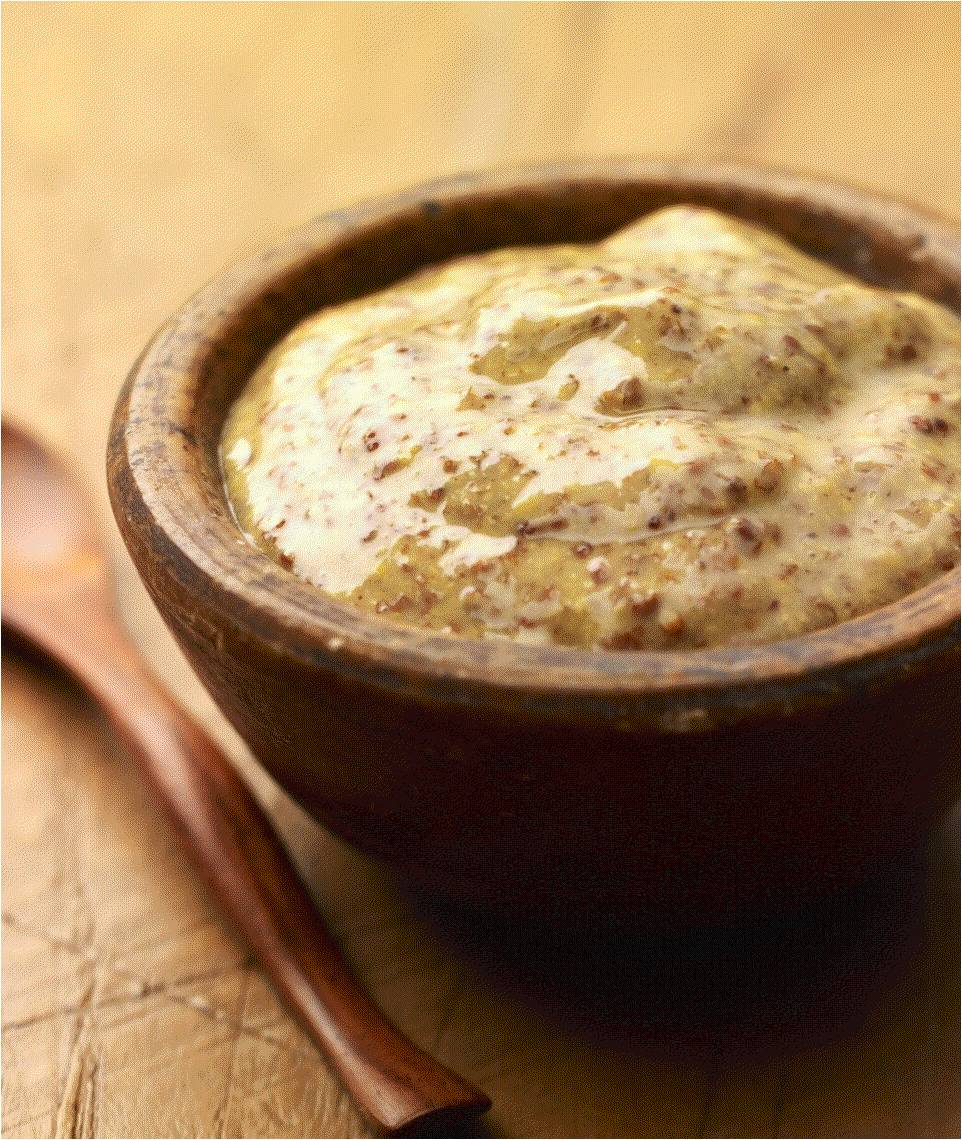
Mosterd
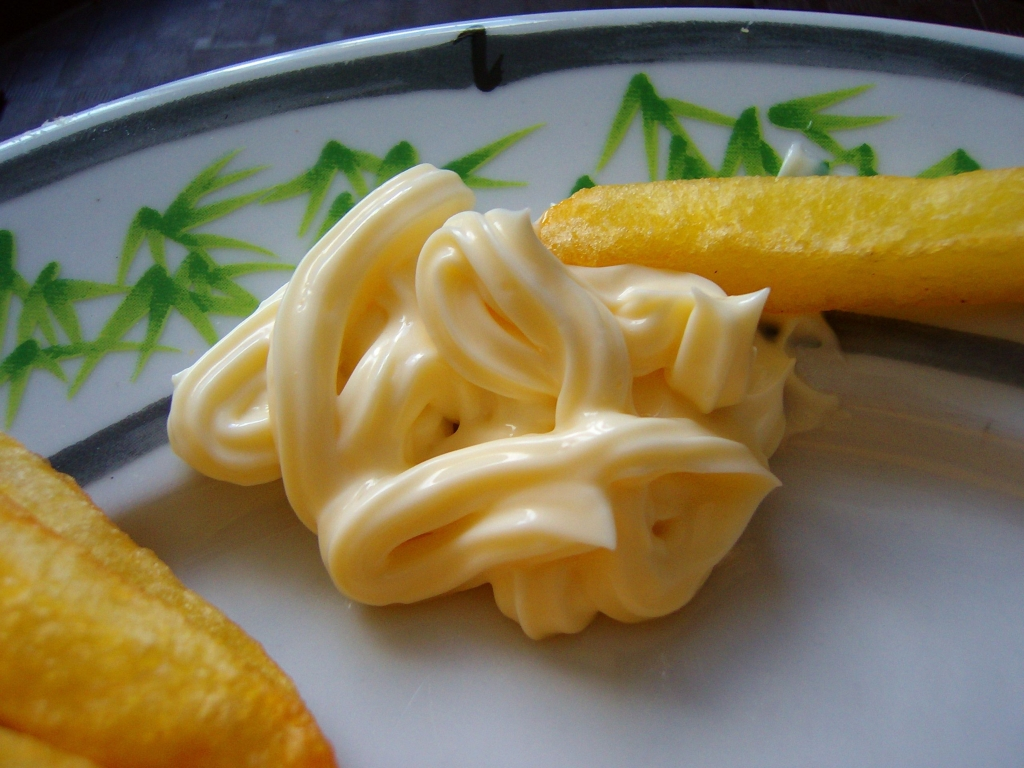
Mayonaise
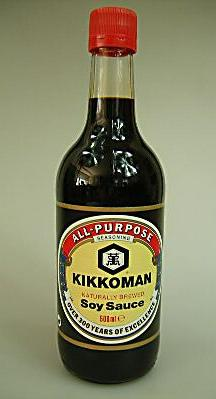
Sojasaus
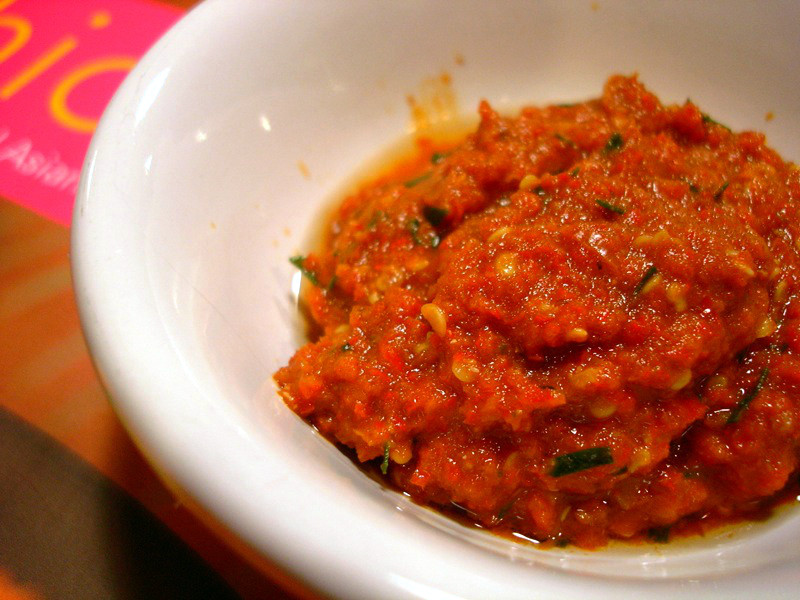
Garnalensambal (sambal trassi)
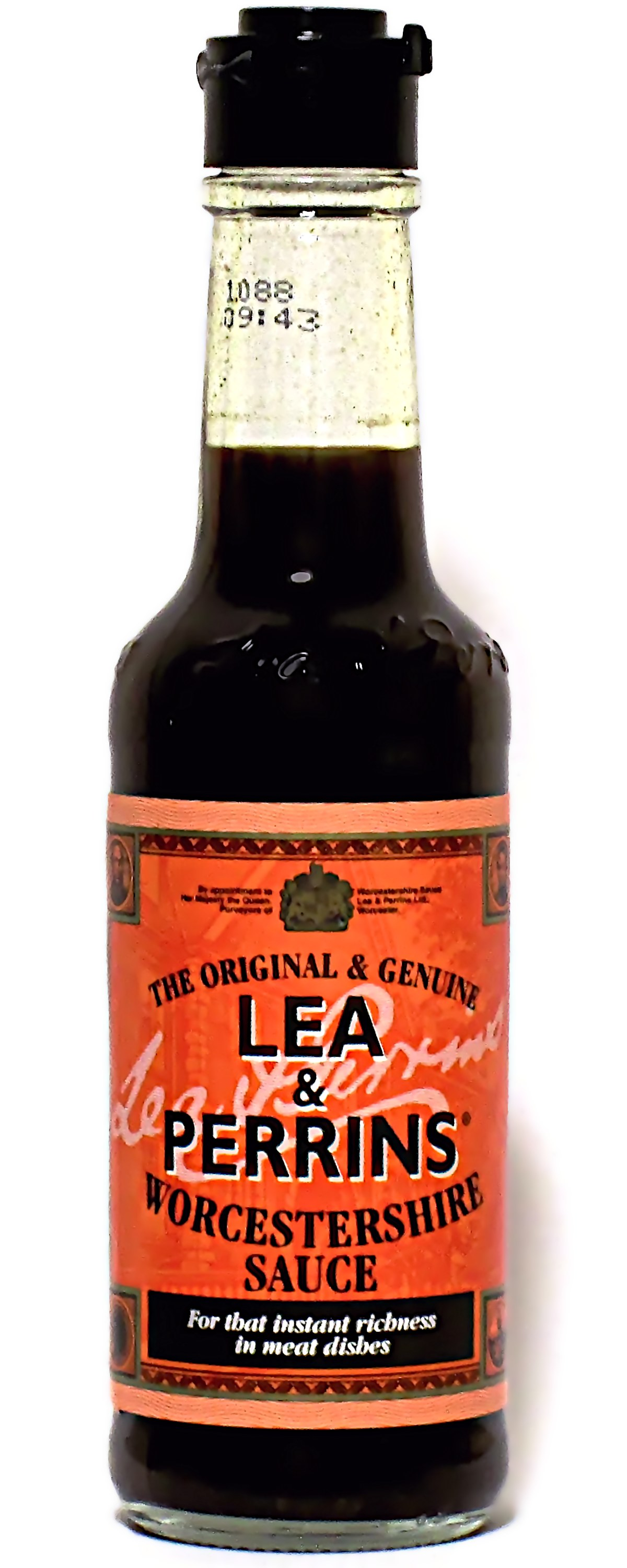
Worcestershiresaus (Worcestersaus)
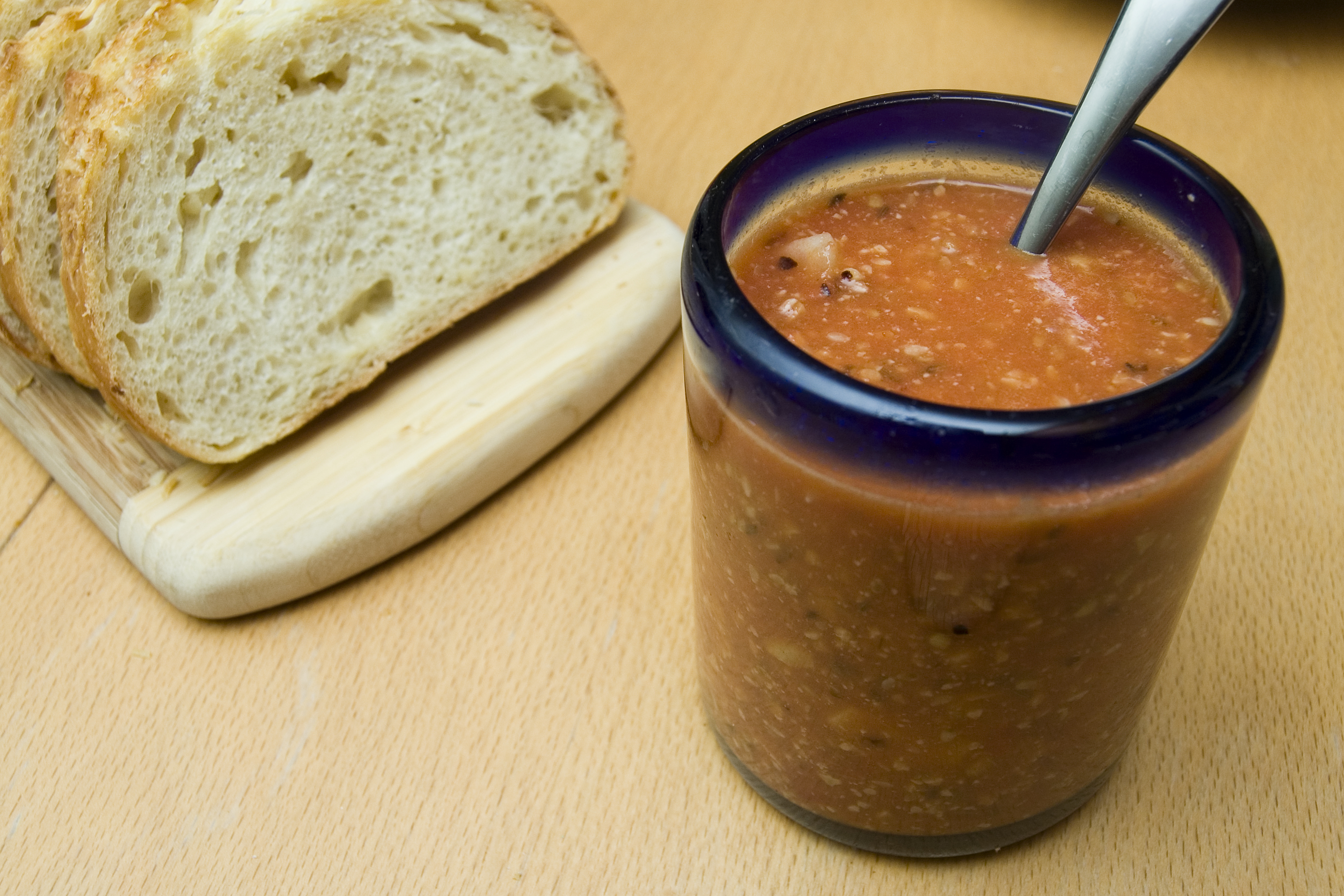
Tomatenchutney
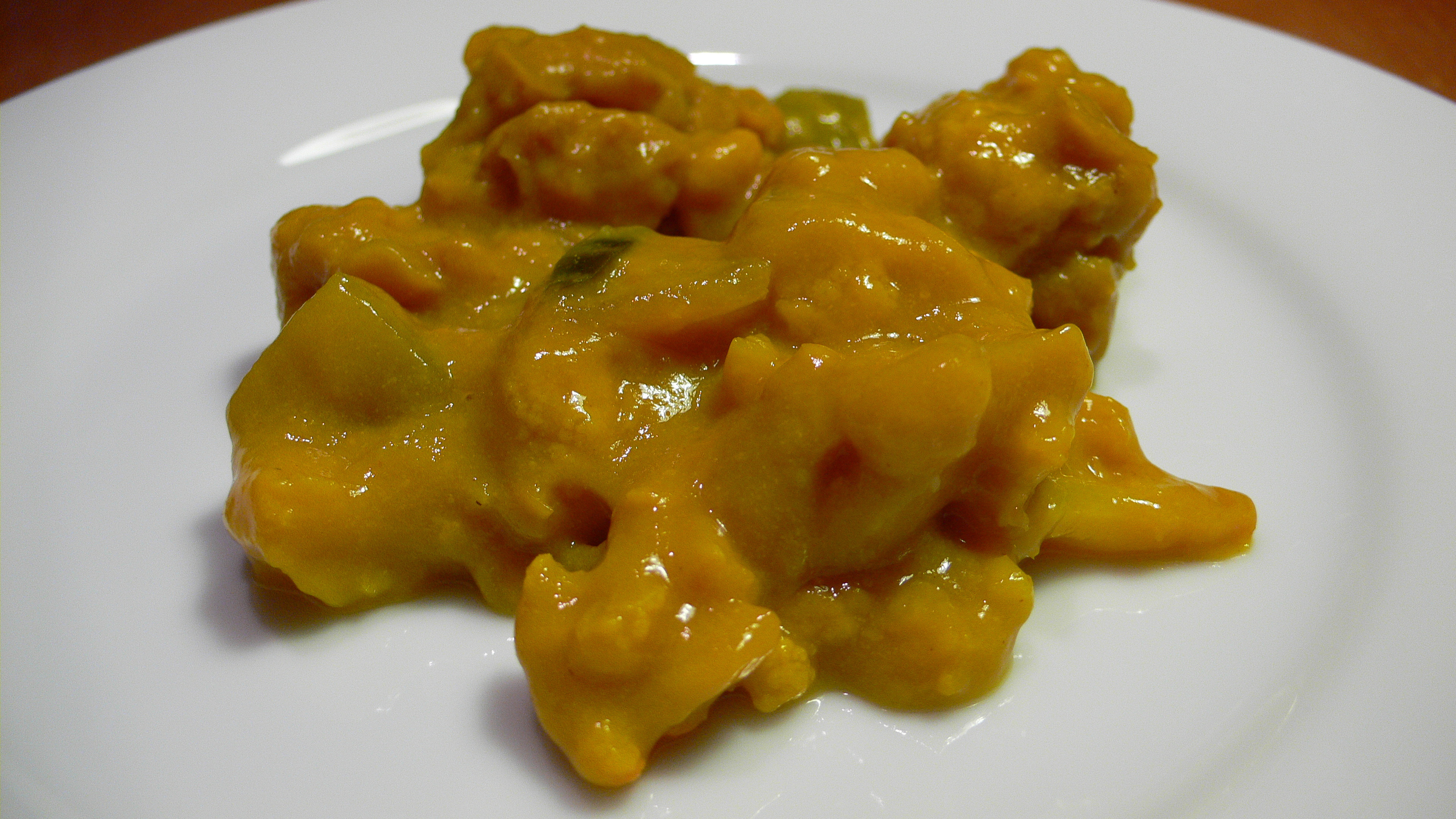
Piccalilly
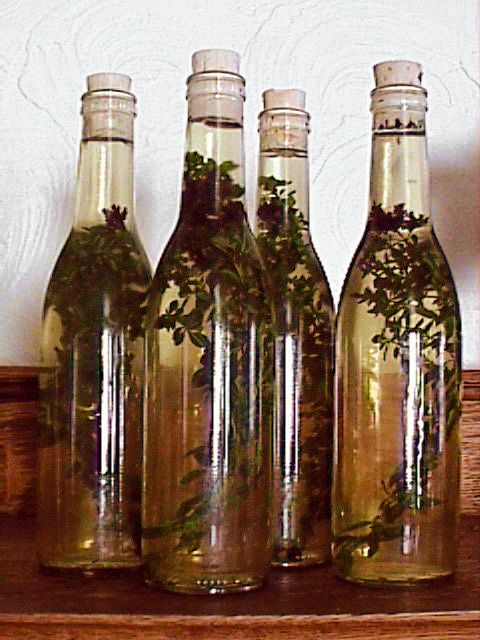
Oregano-azijn